# Herkulianer

Schildbemalung der Ioviani

Schildbemalung der Herculiani

Die Jovianer und Herkulianer waren vom späten 3. bis zur Mitte des 5. Jahrhunderts die kaiserliche Garde des Römischen und später des Byzantinischen Reichs.
Die Prätorianer, die in der Castra praetoria knapp außerhalb Roms in einem eigenen Militärlager stationiert waren, hatten sich in der Regierungszeit Diokletians mit dem römischen Senat verbündet. Folglich befahl Diokletian, der in Nikomedia in Asia, etwa 100 Kilometer von Byzanz entfernt lebte, im Jahr 284 zwei vertrauenswürdige Legionen aus Illyricum zum persönlichen Schutz der Kaiser auszuheben, eine Praxis, die während der Tetrarchie aufrechterhalten blieb. Die beiden Legionen wurden Jovianer und Herculianer genannt. Den Kern der neuen Garde bildeten Teile der Legionen I Iovia und II Herculia.
Konstantin der Große schuf nach 324 eine eigene Palastgarde, die scholae palatinae. Diese wurden im Byzantinischen Reich 460 durch die Excubitores abgelöst und im Jahr 988 wiederum durch die Warägergarde ersetzt.